# آلاله آبی
آلاله آبی (نام علمی: Batrachium sphaerospermus, syn.: Ranunculus sphaerospermus) نام یک گونه از سرده آلاله است.